# Христуполска епархия (Църква на Гърция)
 Тази статия е за титулярната епископия на Църквата на Гърция.  За титулярната епископия на Вселенската патриаршия вижте Христуполска епархия (Вселенска патриаршия).  За титулярната епископия на Католическата църква вижте Христополска епархия.
Христуполската или Христополската епархия (на гръцки: Ιερά Επισκοπή Χριστουπόλεως, Χριστοπόλεως) е бивша епархия на Вселенската патриаршия със седалище в македонския град Христуполис, край днешен Кавала, от XX век титулярна епархия на Църквата на Гърция.
Епархията е вероятно късна, тъй като е спомената за пръв път в IX век според свидетелството на Теодор Студит, който спомената христополския епископ, без са споменава името му, който пристигнал в манастир, за да настани свещеника, благословил прелюбодейския брак на император Константин VI. Според някои това е Амфиполската епархия, наричана вече Хрисополска. Епархията е спомената като подчинена на Филипийската в Notitia Episcopatuum, приписвана на император Лъв VI Философ от началото на X век. Известен е епископ Доротей, избран в 975 година.
Епископи
| Име      | Име      | Години                                              |
| -------- | -------- | --------------------------------------------------- |
| Анонимен |          | споменат в 869, участник в Константинополския събор |
| Йоан     | Ιωάννης  | началото на IX век                                  |
| Доротей  | Δωρόθεος | избран в 975                                        |

Титулярни епископи (от 11 юни 2008 г. митрополити)
| Име              | Име                | Управление                         | Забележка                  | Години      |
| ---------------- | ------------------ | ---------------------------------- | -------------------------- | ----------- |
| Яков Ваванацос   | Ιάκωβος Βαβανάτσος | 11 януари 1935 — 29 септември 1936 | в атически и мегаридски м. | 1895 - 1984 |
| Петър Дактилидис | Πέτρος Δακτυλίδης  | 27 януари 1995 — 26 декември 2012  |                            | 1927 - 2012 |